# Шипкове
Шипкове (слч. Šípkové) насељено је мјесто са административним статусом сеоске општине (слч. obec) у округу Пјештјани, у Трнавском крају, Словачка Република.

## Становништво
| Година:    | 1994. | 2004.    | 2014.   | 2024.   |
| ---------- | ----- | -------- | ------- | ------- |
| Број људи: | 416   | 337      | 316     | 303     |
| Разлика:   |       | -18,99 % | -6,23 % | -4,11 % |

| Година:    | 2023. | 2024. |
| ---------- | ----- | ----- |
| Број људи: | 300   | 303   |
| Разлика:   |       | +1 %  |

Према подацима о броју становника из 2024. године насеље је имало 303 становника.